# Rhysodesmus rubrimarginis
Rhysodesmus rubrimarginis är en mångfotingart som beskrevs av Chamberlin 1943. Rhysodesmus rubrimarginis ingår i släktet Rhysodesmus och familjen Xystodesmidae. Inga underarter finns listade i Catalogue of Life.